# Торопов, Никита Александрович
Никита Александрович То́ропов (1908—1968) — советский учёный в области физической химии, кристаллохимии и технологии силикатов. Член-корреспондент АН СССР. Лауреат Сталинской премии.

## Биография
Окончил Ленинградский политехнический институт имени М. И. Калинина.
В 1935 году защитил диссертацию на степень кандидата геолого-минералогических наук на тему «Система BaO — Al2O3 в приложении к петрографии баритовых шлаков».
В 1940 году защитил докторскую диссертацию на тему «Опыт фазового анализа некоторых доменных шлаков и глиноземистых клинкеров».
В 1948—1968 годах заведовал физико-химической лабораторией в Институте химии силикатов АН СССР и в течение 15 лет (1953—1968 гг.) был директором института.
Им опубликовано более 400 работ.
Как научный руководитель он подготовил 50 кандидатов технических наук, 11 его учеников защитили докторские диссертации.
В течение 30 лет (1938—1968) Н. А. Торопов возглавлял кафедру общей технологии силикатов Ленинградского технологического института имени Ленсовета.
Член-корреспондент АН СССР (1962).

Памятник Н. А. Торопову

Умер 6 июля 1968 года в Ленинграде. Похоронен на Комаровском поселковом кладбище. Надгробие включено в памятники культурно-исторического наследия.

## Память
- На здании Ленинградского технологического института имени Ленсовета (Московский проспект 26) в 1978 году была установлена мемориальная доска с текстом: «Здесь в 1930—1968 гг. работал крупнейший ученый в области технологии силикатов, член-корреспондент АН СССР, профессор Н. А. Торопов»[2].

## Награды и премии
- Сталинская премия третьей степени (1952) — за исследование физических и химических свойств сегнетоэлектриков и ферритов, изложенные в серии статей, опубликованных в журналах «Доклады Академии наук СССР», «Журнал технической физики» и «Журнал прикладной химии» (1949—1951)
- орден Ленина
- орден Трудового Красного Знамени
- медали